# Satoshi Tokiwa
Satoshi Tokiwa (født 14. maj 1987) er en japansk tidligere professionel fodboldspiller.
Han har spillet for flere forskellige klubber i sin karriere, herunder Mito HollyHock, Giravanz Kitakyushu, Tokyo Verdy, Roasso Kumamoto og Thespakusatsu Gunma.

## Karrierestatistik
Oversigten er opdateret til og med 23. februar 2016.
| Klubpræstation | Klubpræstation      | Klubpræstation | Liga  | Liga | Pokal         | Pokal         | Total | Total |
| Sæson          | Klub                | Liga           | Kampe | Mål  | Kampe         | Mål           | Kampe | Mål   |
| Japan          | Japan               | Japan          | Liga  | Liga | Emperor's Cup | Emperor's Cup | Total | Total |
| -------------- | ------------------- | -------------- | ----- | ---- | ------------- | ------------- | ----- | ----- |
| 2010           | Mito HollyHock      | J2 League      | 23    | 4    | 2             | 0             | 25    | 4     |
| 2011           | Mito HollyHock      | J2 League      | 22    | 4    | 0             | 0             | 22    | 4     |
| 2012           | Giravanz Kitakyushu | J2 League      | 28    | 5    | 1             | 1             | 29    | 6     |
| 2013           | Tokyo Verdy         | J2 League      | 39    | 8    | 1             | 0             | 40    | 8     |
| 2014           | Tokyo Verdy         | J2 League      | 37    | 6    | 1             | 0             | 38    | 6     |
| 2015           | Roasso Kumamoto     | J2 League      | 23    | 0    | 0             | 0             | 23    | 0     |
| 2016           | Thespakusatsu Gunma | 23             | 3     | 2    | 0             | 25            | 3     |       |
| Karrieretotal  | Karrieretotal       | Karrieretotal  | 195   | 30   | 7             | 1             | 202   | 31    |